# Camille Cottin
Camille Cottin (París, 1 de diciembre de 1978) es una actriz francesa de televisión y de cine.
Se hizo conocer en 2013 con su papel principal en la serie Connasse en Canal +. Desde 2015, tiene uno de los papeles principales en la serie francesa Call My Agent!, creada por Fanny Herrero.
Para el cine, actuó en varias películas de Noémie Saglio y de Eloïse Lang. En 2016, fue nominada en la 41.ª ceremonia de los Premios César para su papel en la película Connasse, Princesse des cœurs, dirigida por Eloïse Lang y Noémie Saglio.
En 2021 actuó en el film Stillwater junto a Matt Damon.

## Filmografía

### Televisión
| Año         | Serie                                                 | Canal       | Personaje                       |
| ----------- | ----------------------------------------------------- | ----------- | ------------------------------- |
| 2002        | Hep Taxi !                                            |             |                                 |
| 2003        | Domisiladoré                                          | France 2    |                                 |
| 2005        | Tango Overlord                                        |             |                                 |
| 2006        | Femmes de loi (capítulo Promotion mortelle)           | TF1         | Víctima maniaca                 |
| 2006        | P.J. (capítulo Parole malheureuse)                    | France 2    | Annabelle                       |
| 2007        | La Commune (capítulo Compassion)                      | Canal +     | Albane Devlay                   |
| 2008        | P.J. (capítulo Effets sonores)                        | France 2    | Mina Ferlet                     |
| 2010        | Fracture                                              |             |                                 |
| 2011 - 2013 | Scènes de ménages                                     | M6          | Camille, amiga de Emma y Fabien |
| 2012        | Le Jour où tout a basculé (capítulo 8, temporada 2)   | France 2    | Annick                          |
| 2012        | Le Jour où tout a basculé (capítulo 104, temporada 2) | France 2    | Lucie                           |
| 2013        | Pep's                                                 | TF1         | Marina Trufaine                 |
| 2013 - 2015 | Connasse                                              | Canal +     | La "Connasse"                   |
| 2013        | Vaugand (capítulo le pilote)                          | France 2    |                                 |
| 2013        | Ma Meuf                                               | HD1         |                                 |
| 2015 - 2021 | Call My Agent!                                        | France 2    | Andréa Martel                   |
| 2019        | Mouche                                                | Canal +     | Mouche                          |
| 2019        | Family Business                                       | Netflix     |                                 |
| 2020-2022   | Killing Eve                                           | BBC America | Helene                          |

### Cine
| Año                 | Película                      | Personaje               | Director                      |
| ------------------- | ----------------------------- | ----------------------- | ----------------------------- |
| 2001                | Yamakasi                      | -                       | Ariel Zeitoun                 |
| 2011                | Il était une fois, une fois   | La madre de Juliette    | Christian Merret-Palmair      |
| 2014                | Les Gazelles                  | Émilie                  | Mona Achache                  |
| 2015                | Toute première fois           | Clémence                | Maxime Govare & Noémie Saglio |
| 2015                | Connasse, Princesse des cœurs | La "Connasse"           | Eloïse Lang & Noémie Saglio   |
| 2015                | Les Gorilles                  | Émilie                  | Tristan Aurouet               |
| 2015                | Nos futurs                    | Géraldine               | Rémi Bezançon                 |
| 2016                | Iris                          | Nathalie Vasseur        | Jalil Lespert                 |
| 2016                | Cigarettes et Chocolat chaud  | Séverine                | Sophie Reine                  |
| 2016                | Aliados                       | Monique                 | Robert Zemeckis               |
| 2016                | Ballerina                     | Félicie (voz)           | Éric Summer & Éric Warin      |
| 2017                | Telle mère, telle fille       | Avril                   | Noémie Saglio                 |
|                     | Vacaciones con mamá           | Rose                    | Eloïse Lang                   |
| Photo de famille    | Elsa                          | Cécilia Rouaud          |                               |
| Primeras vacaciones | Fleur                         | Patrick Cassir          |                               |
|                     | Les Fauves                    | Inspectora Camus        | Vincent Mariette              |
|                     | El misterio del Sr. Pick      | Joséphine Pick          | Rémi Bezançon                 |
|                     | Chambre 212                   | Irène joven             | Christophe Honoré             |
|                     | Deux moi                      | la psicóloga de Mélanie | Cédric Klapisch               |
| 2021                | House of Gucci                | Paola Franchi           |                               |
| 2021                | Stillwater                    | Virginie                |                               |
| 2023                | A Haunting in Venice          | Olga Seminoff           | Kenneth Branagh               |